# Ce que femme veut (film, 1909)
Pour les articles homonymes, voir Ce que femme veut.
Pour plus de détails, voir Fiche technique et Distribution.
Ce que femme veut est un film muet français réalisé par Georges Monca, sorti en 1909.

## Fiche technique
- Titre : Ce que femme veut
- Réalisation : Georges Monca
- Scénario : Léon Numès
- Photographie :
- Montage :
- Société de production : Pathé Frères
- Société de distribution : Pathé Frères
- Pays d'origine :  France
- Langue : français
- Métrage : 200 mètres
- Format : Noir et blanc — 35 mm — 1,33:1 — Muet
- Genre :  Comédie
- Durée : 6 minutes 40 secondes
- Dates de sortie : 
  - France : septembre

## Distribution
- Charles Prince
- Rouvière
- Mathilde Comont